# Give Me the Night (singolo)
Give Me the Night è un singolo del cantante statunitense George Benson, pubblicato il 3 luglio 1980 come primo estratto dall'album omonimo.

## Successo commerciale
Il brano ottenne successo a livello mondiale, scalando le classifiche di diversi paesi, soprattutto europei.

## Video musicale
Il videoclip mostra a scene alterne il cantante suonare in concerto, una spiaggia, una pineta vicina con delle palme e una macchina girare di notte. Poi vengono mostrate una scena dove si vede Benson pattinare suonando la chitarra, un'altra in cui il cantante è in compagnia di una donna nei pressi di un autobar dove prenderanno un hot dog e infine questi ultimi protagonisti al ristorante seduti in un tavolo.